# 東京大学医学部附属病院
東京大学医学部附属病院（とうきょうだいがくいがくぶふぞくびょういん）は、東京都文京区本郷七丁目にある東京大学医学部附属の大学病院。略称は東大病院（とうだいびょういん）。以前存在した同病院分院についても本記事内で解説する。

## 理念と目標
- 理念
  - 当院は臨床医学の発展と医療人の育成に努め、個々の患者に最適な医療を提供する

- 目標
  - 患者の意思を尊重する医療の実践
  - 安全な医療の提供
  - 高度先進医療の開発
  - 優れた医療人の育成

## 歴史
- 1858年（安政5年）5月 - 神田お玉ヶ池種痘所を設立。
- 1861年（文久元年）10月 - 西洋醫學所と改称。
- 1863年（文久3年）2月 - 醫學所と改称。
- 1868年（明治元年）7月 - 横浜軍陣病院を神田和泉橋旧藤堂邸に移転して、大病院と称する。醫學所は大病院に附属する。
- 1869年（明治2年）2月 - 醫學所は、大病院と合併し醫學校兼病院となる。
- 1869年（明治2年）12月 - 大學東校と改称。
- 1871年（明治4年）7月 - 東校と改称。
- 1872年（明治5年）8月 - 第一大學区醫學校と改称。
- 1874年（明治7年）5月 - 東京醫學校と改称。
- 1876年（明治9年）11月 - 東京醫學校校舎、寄宿舎および病院を本郷本富士町旧加賀藩邸内に新営、移転。
- 1877年（明治10年）4月 - 東京開成學校と東京醫學校を合併、東京大學となり、病院は東京大學醫學部附属病院と改称。
- 1878年（明治11年）11月 - 神田に附属病院を設立。第二醫院と称し、本郷の医院を第一醫院と称す。
- 1886年（明治19年）3月 - 東京大學は帝國大學、醫學部は醫科大學となり、第一醫院及び第二醫院は、帝國大學醫科大學附属第一醫院および第二醫院と改称。
- 1893年（明治26年）9月 - 帝國大學醫科大學附属醫院と改称。
- 1897年（明治30年）6月 - 東京帝國大學醫科大學附属醫院と改称。
- 1919年（大正8年）4月 - 東京帝國大學醫学部附属醫院と改称。
- 1947年（昭和22年）5月 - 東京大学医学部附属医院と改称。
- 1949年（昭和24年）5月 - 東京大学医学部附属病院と改称。
- 2001年（平成13年）4月 - 分院の本院への統合。
- 2001年（平成13年）9月 - 入院棟（A館）開院。
- 2007年（平成19年）4月 - 院内保育園（いちょう保育園）開園。
- 2011年（平成23年）4月 - 総合周産期母子医療センターに指定される。
- 2018年（平成30年）1月 - 入院棟（B館）開院。

## 診療部門
- 内科診療部門
  - 総合内科
  - 循環器内科
  - 呼吸器内科
  - 消化器内科
  - 腎臓・内分泌内科
  - 糖尿病・代謝内科
  - 血液・腫瘍内科
  - アレルギー・リウマチ内科
  - 感染症内科
  - 脳神経内科
  - 老年病科
  - 心療内科
- 外科診療部門
  - 一般外科
  - 胃・食道外科
  - 大腸・肛門外科
  - 肝・胆・膵外科
  - 血管外科
  - 乳腺・内分泌外科
  - 人工臓器・移植外科
  - 心臓外科
  - 呼吸器外科
  - 脳神経外科
  - 麻酔科・痛みセンター
  - 泌尿器科・男性科
  - 女性外科

- 感覚・運動機能科部門
  - 皮膚科
  - 眼科・視覚矯正科
  - 整形外科・脊椎外科
  - 耳鼻咽喉科・頭頚部外科
  - リハビリテーション科
  - 形成外科・美容外科
  - 口腔顎顔面外科・矯正歯科
- 小児・周産・女性科診療部門
  - 小児科
  - 小児外科
  - 女性診療科・産科
- 精神神経科診療部門
  - 精神神経科
- 放射線科診療部門
  - 放射線科
- 救急科診療部門
  - 救急科

## 医療機関の指定等

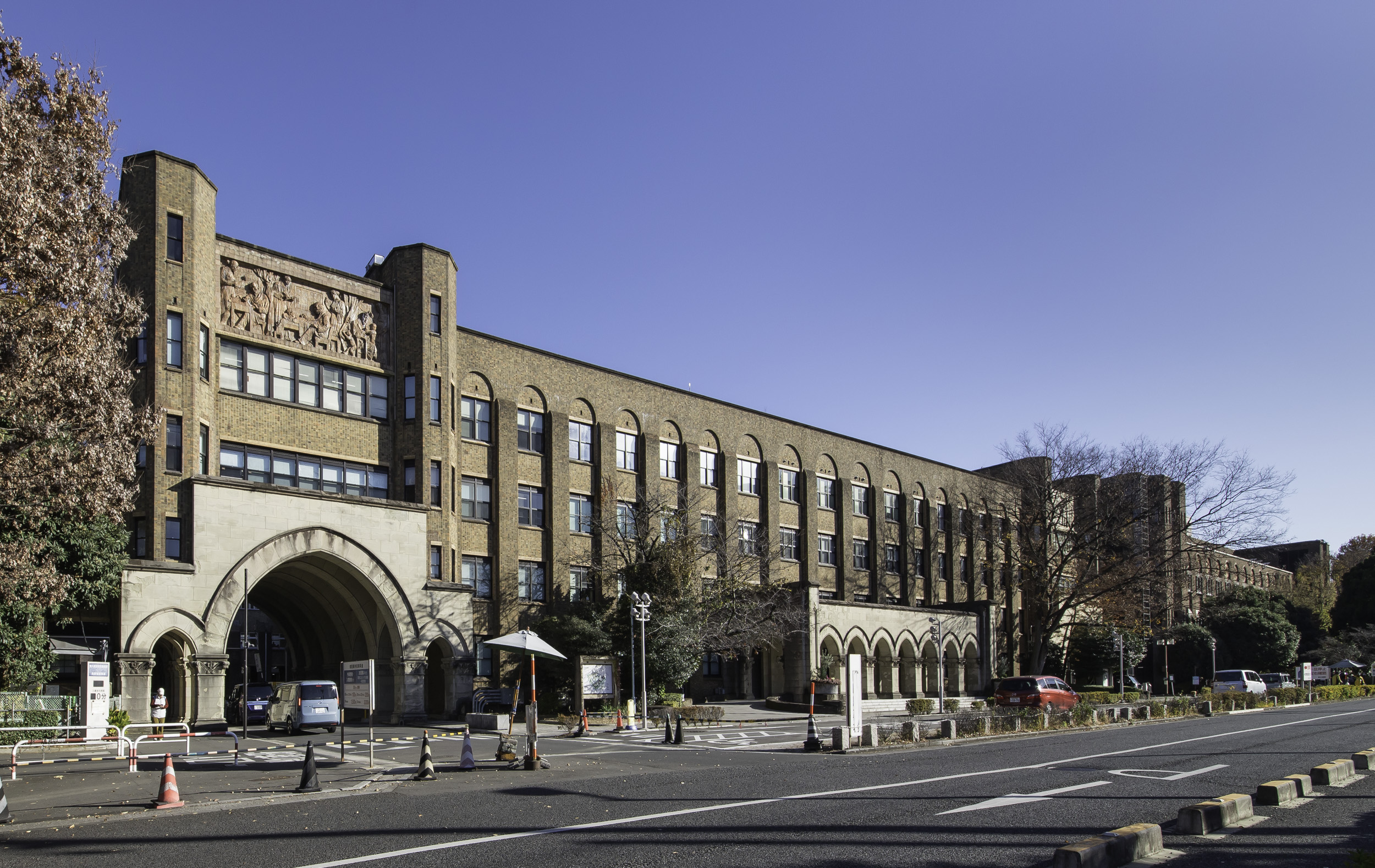
西側「管理・研究棟」

厚生労働省より、国際水準の臨床研究等の中心的役割を担う国内の中核病院として、「臨床研究中核病院」に指定されている。
- 臨床研究中核病院[1]
- 保険医療機関
- 救急告示医療機関
- 休日・全夜間診療事業実施医療機関（内科系、小児科、外科系）
- 労災保険指定医療機関
- 指定自立支援医療機関（更生医療・育成医療・精神通院医療）
- 身体障害者福祉法指定医の配置されている医療機関
- 精神保健指定医の配置されている医療機関
- 生活保護法指定医療機関
- 結核指定医療機関
- 指定養育医療機関（未熟児医療）
- 戦傷病者特別援護法指定医療機関
- 原子爆弾被害者医療指定医療機関
- 原子爆弾被害者一般疾病医療取扱医療機関
- 公害医療機関
- 母体保護法指定医の配置されている医療機関
- 特定機能病院（ただし、参議院で認定取消が議論されている[2]）
- 災害拠点病院
- 救命救急センター
- 臨床研修指定病院
- がん診療連携拠点病院
- エイズ治療拠点病院
- 特定疾患治療研究事業委託医療機関
- DPC対象病院
- 小児慢性特定疾患治療研究事業委託医療機関
- 総合周産期母子医療センター
- 公益財団法人日本医療機能評価機構認定病院[3]
- このほか、各種法令による指定・認定病院であるとともに、各学会の認定施設でもある。

## 認定専門医人数
（下表の出典）
| 資格名             | 人数   | 資格名                     | 人数   |
| ------------------ | ------ | -------------------------- | ------ |
| 整形外科専門医     | 25.8人 | 脳神経外科専門医           | 16.9人 |
| 皮膚科専門医       | 5.4人  | リハビリテーション科専門医 | 3.0人  |
| 麻酔科専門医       | 17.0人 | 老年病専門医               | 6.0人  |
| 放射線科専門医     | 15.0人 | 心臓血管外科専門医         | 9.0人  |
| 眼科専門医         | 10.5人 | 呼吸器外科専門医           | 4.8人  |
| 産婦人科専門医     | 31.2人 | 消化器内視鏡専門医         | 23.6人 |
| 耳鼻咽喉科専門医   | 15.7人 | 小児外科専門医             | 2.2人  |
| 泌尿器科専門医     | 9.4人  | 神経内科専門医             | 13.4人 |
| 形成外科専門医     | 2.2人  | リウマチ専門医             | 15.0人 |
| 病理専門医         | 3.0人  | 乳腺専門医                 | 1.0人  |
| 総合内科専門医     | 46.7人 | 臨床遺伝専門医             | 3.4人  |
| 外科専門医         | 62.2人 | 漢方専門医                 | 1.0人  |
| 糖尿病専門医       | 11.4人 | 気管支鏡専門医             | 2.0人  |
| 肝臓専門医         | 20.2人 | アレルギー専門医           | 4.0人  |
| 感染症専門医       | 3.0人  | 気管食道科専門医           | 3.0人  |
| 救急科専門医       | 6.0人  | 大腸肛門病専門医           | 3.0人  |
| 血液専門医         | 6.0人  | 婦人科腫瘍専門医           | 2.0人  |
| 循環器専門医       | 31.4人 | ペインクリニック専門医     | 2.0人  |
| 呼吸器専門医       | 12.6人 | 脳血管内治療専門医         | 2.0人  |
| 消化器病専門医     | 41.8人 | 周産期（新生児）専門医     | 3.2人  |
| 腎臓専門医         | 12.9人 | 生殖医療専門医             | 4.0人  |
| 小児科専門医       | 23.8人 | 小児神経専門医             | 1.1人  |
| 内分泌代謝科専門医 | 3.2人  | 心療内科専門医             | 1.0人  |
| 消化器外科専門医   | 15.0人 | 一般病院連携精神医学専門医 | 1.0人  |
| 超音波専門医       | 2.0人  | 精神科専門医               | 14.2人 |
| 透析専門医         | 8.8人  |                            |        |

## アクセス
- 上野駅・御茶ノ水駅などから都営バスで「東大病院」バス停下車。

## 周辺
- 上野恩賜公園[5]
- 台東区立忍岡小学校[5]
- 健康と医学の博物館[5]

## 分院
東京大学医学部附属病院分院（とうきょうだいがくいがくぶふぞくびょういんぶんいん）は、東京都文京区にかつてあった大学病院である。小石川分院とも呼ばれるが、所在地は小石川植物園などとは隔たった目白台である。
医術開業試験の試験場として設立された通称「永楽病院」が前身である。当時は患者を無料で診療していたが、医術開業試験の廃止に伴い東京帝国大学へ移された後に順次有料化された。1952年（昭和27年）に胃カメラが開発された地である。
- 1897年7月 - 内務省医術開業試験場として設立（東京市麹町区永楽町一丁目2番地）
- 1903年3月 - 医術開業試験の移管に伴い文部省へ移管
- 1908年6月 - 現在地（小石川区雑司が谷120番地、現 文京区目白台3-28-6）に移転
- 1917年8月 - 東京帝国大学へ移管、医科大学附属医院分院となる
- 2001年4月-9月 - 医学部附属病院へ段階的に統合（病院としては6月22日に閉院）

閉院後の建物は、本郷キャンパスの改新築に伴って諸部局が一時待避するなどした。その後建物は解体され、外国人研究者・留学生向けの宿舎や工学系研究科の研究室などが入る施設が新たに建設された。

## 不祥事・医療ミス・医療事故・事件等
- 1955年9月17日 -化膿性髄膜炎で入院していた患児（当時3歳）に対して、食後は忌避されるルンバール施術（腰椎穿刺による髄液採取とペニシリンの髄腔内注入）を、担当医師が嫌がる患児の体に馬乗りになって固定し、何度も穿刺するなどして、施術開始から30分後にようやく成功した。施術直後に患児は突然嘔吐し、けいれん発作を起こし、右半身不全麻痺や言語障害、知的障害、運動障害を発症し、後遺症となった[6][7]（東大病院ルンバール事件）。
- 1969年4月4日 - 治療用の高圧酸素タンクが機械の漏電による火花が原因で爆発、炎上。機械を操作していた医師と看護師、タンク内で治療を受けていた患者2名の計4名が爆風や炎に巻き込まれるなどして焼死。
- 1970年6月4日 - 新病棟（1968年完成）への移転阻止を訴え病院を占拠していた青年医師、看護婦、全共闘会議の学生63人が、突入した機動隊により不退去罪の疑いで逮捕[8]。
- 2017年1月31日（発表日） - 2015年、入院患者の就学前男児に看護師が薬を誤投与する医療事故があったと発表。男児は翌日に死亡。薬の取り違えが原因で「男児の死亡に何らかの影響を与えた可能性がある」としている。病院によると、薬の誤投与は、多臓器障害のため重篤だった男児に対し、胃に内服薬を注入する処置をした際に発生した。看護師は内服薬を準備後、電話対応などのため作業をいったん中断。再開する際、近くにあった別の患者の内服薬と取り違えていた。看護師は名前など投与時の最終確認をせず、薬の取り違えに気付かなかった。別の患者は男児よりも体格が大きく、男児にとっては薬の量が多すぎたという。遺族の弁護士によると、抗てんかん薬など13種類の薬剤が誤投与され、十数分後に男児の容体が悪化した。病院は事故調査委員会を設置し、調査したが死亡に影響を与えた可能性があるとする一方で「どの程度影響したかは判断できない」としている。病院は再発防止策として、内服薬をバーコードで管理し、投与前のチェックで誤投与を防ぐシステムの導入を進める[9]。
- 2019年1月24日（報道日） - 2018年9月、男性患者（40代）が拡張型心筋症により僧帽弁閉鎖不全症を起こしていた。病院は「マイトラクリップ」という医療機器で心臓の弁の機能を補うカテーテル治療をしようとした。だが、心臓の壁にカテーテルがうまく刺さらずに中止した。男性はその後容体が悪化、10月に死亡した。12月、病院は第三者機関の日本医療安全調査機構や東京都に事案を報告。都は医療法に基づく立ち入り調査をし、安全性が確認できるまで、この治療を中止するよう指導した[10]。